# Skjalm Vognsen
Skjalm Vognsen (død 1215) var biskop i Århus, bror til sin forgænger Peder Vognsen.
Skjalm Vognsen var først kannik i Lund Domkirke hos Absalon, blev dernæst domprovst i Århus Domkirke under broderen og endelig i 1204 hans efterfølger. Ved store gaver af jordegods skaffede han Århus Domkapitel rigere indtægter og forøgede det med en ny præbende, og støttet ved pavens og kong Valdemar Sejrs gunst videreførte han opførelsen af domkirken. Heller ikke Skjalm Vognsen fik dog værket fuldført. Han døde 1215 og jordfæstedes ved Absalons side i Sorø Klosterkirke; i forvejen havde han skænket klosteret sit gods i Gimlinge og egnen der omkring.